# Плуа (кантон)
Плуа́ (фр. Plouha) — кантон во Франции, находится в регионе Бретань, департамент Кот-д’Армор. Расположен на территории двух округов: двенадцать коммун входят в состав округа Генган, пять коммун — в состав округа Сен-Бриё.

## История
До 2015 года в состав кантона входили коммуны:
| Коммуна  | Население, чел. (1999) | Почтовый индекс | Код INSEE |
| -------- | ---------------------- | --------------- | --------- |
| Ланлеф   | 110                    | 22290           | 22108     |
| Ланлу    | 214                    | 22580           | 22109     |
| Плеэдель | 1122                   | 22290           | 22178     |
| Плуа     | 4397                   | 22580           | 22222     |
| Плюдюаль | 461                    | 22290           | 22236     |

В результате реформы 2015 года состав кантона был изменен; в него вошли коммуны упраздненных кантонов Ланволлон и Этабль-сюр-Мер, а три коммуны перешли в кантон Пемполь.
С 1 января 2016 года состав кантона снова изменился: коммуны Биник и Этабль-сюр-Мер образовали новую коммуну Биник-Этабль-сюр-Мер.
До 31 декабря 2016 года одна коммуна кантона входила в округ Генган, шестнадцать коммун — в округ Сен-Бриё; с 1 января 2017 года одиннадцать коммун перешли в округ Генган.

## Состав кантона с 1 января 2016 года
В состав кантона входят коммуны (население по данным Национального института статистики Архивная копия от 17 января 2022 на Wayback Machine за 2019 г.):
- Биник-Этабль-сюр-Мер (6 934 чел.)
- Гомнек (555 чел.)
- Ланбер (437 чел.)
- Ланволлон (1 780 чел.)
- Лантик (1 716 чел.)
- Ле-Фауэт (399 чел.)
- Плегьен (1 353 чел.)
- Плуа (4 541 чел.)
- Плуран (1 991 чел.)
- Плюдюаль (715 чел.)
- Сен-Жиль-ле-Буа (408 чел.)
- Сен-Ке-Портриё (3 121 чел.)
- Тревенёк (797 чел.)
- Треверек (216 чел.)
- Трегидель (627 чел.)
- Тремевен (348 чел.)
- Трессиньо (695 чел.)

## Население
| 1962  | 1968  | 1975  | 1982  | 1990  | 1999  | 2006  | 2012  | 2016   |
| ----- | ----- | ----- | ----- | ----- | ----- | ----- | ----- | ------ |
| 6 870 | 6 478 | 6 217 | 6 217 | 6 007 | 6 304 | 6 747 | 6 949 | 26 291 |

## Политика
На президентских выборах 2022 г. жители кантона отдали в 1-м туре Эмманюэлю Макрону 31,6 % голосов против 20,9 % у Марин Ле Пен и 20,2 % у Жана-Люка Меланшона; во 2-м туре в кантоне победил Макрон, получивший 64,3 % голосов. (2017 год. 1 тур: Эмманюэль Макрон – 27,3 %, Франсуа Фийон – 20,8 %, Жан-Люк Меланшон – 19,3 %, Марин Ле Пен – 16,1 %; 2 тур: Макрон – 74,0 %. 2012 год. 1 тур: Франсуа Олланд — 29,3 %, Николя Саркози — 28,4 %, Марин Ле Пен — 14,2 %; 2 тур: Олланд — 52,9 %).
С 2015 года кантон в Совете департамента Кот-д’Армор представляют член совета коммуны Плуа Валери Рюмьяно (Valérie Rumiano) (Республиканцы) и мэр коммуны Сен-Ке-Портриё Тьерри Симельер (Thierry Simelière) (Союз демократов и независимых).
|                | Кандидаты                      | Партия                   | Первый тур | Первый тур     | Второй тур | Второй тур |
| Кол-во голосов | Кандидаты                      | Партия                   | % голосов  | Кол-во голосов | % голосов  |            |
| -------------- | ------------------------------ | ------------------------ | ---------- | -------------- | ---------- | ---------- |
|                | Валери Рюмьяно Тьерри Симельер | Правый блок              | 3 710      | 41,89          | 4 662      | 51,02      |
|                | Филипп Ле Гу Шарлотта Кенар    | Левый блок               | 3 709      | 41,88          | 4 475      | 48,98      |
|                | Матьё Амлин Гвендолин Геннек   | Национальное объединение | 1 437      | 16,23          |            |            |

|                | Кандидаты                        | Партия                  | Первый тур | Первый тур     | Второй тур | Второй тур |
| Кол-во голосов | Кандидаты                        | Партия                  | % голосов  | Кол-во голосов | % голосов  |            |
| -------------- | -------------------------------- | ----------------------- | ---------- | -------------- | ---------- | ---------- |
|                | Валери Рюмьяно Тьерри Симельер   | Правый блок             | 3 888      | 32,80          | 5 937      | 52,03      |
|                | Шанталь Делюген Лоик Рау         | Социалистическая партия | 3 840      | 32,40          | 5 473      | 47,97      |
|                | Ален Ле Кардюнер Мари-Франс Мейе | Национальный фронт      | 2 362      | 19,93          |            |            |
|                | Соня Галерн Ноэль Пьер           | Европа Экология Зелёные | 1 100      | 9,28           |            |            |
|                | Патрисия Вьоллет Ксавье Компен   | Разные левые            | 663        | 5,59           |            |            |